# Fernando Canesin
Fernando Canesin Matos (Ribeirão Preto, 27 febbraio 1992) è un calciatore brasiliano, centrocampista dell'Ituano.

## Palmarès

### Club

#### Competizioni nazionali
- Campionato belga: 2

Anderlecht: 2011-2012, 2012-2013
- Supercoppa del Belgio: 2

Anderlecht: 2012, 2013

#### Competizioni statali
- Campionato Paranaense: 1

Athletico Paranaense: 2020